# Benny Waters
Benjamin „Benny“ Waters (* 23. Januar 1902 in Brighton, Maryland; † 13. August 1998 in Columbia, Maryland) war ein US-amerikanischer Jazzmusiker (Saxophonist und Klarinettist).

## Leben und Wirken
Der aus einer Seneca-Familie stammende Waters spielte zunächst Kirchenmusik und europäische Klassik. Bereits als Dreijähriger lernte er Klavier und Orgel; im Schulalter wechselte er zur Klarinette; erst später wurde das Saxophon ein relevantes Instrument im Jazz. Er arbeitete zunächst bei Charlie Miller (1918 bis 1921), bevor er am New England Conservatory of Music studierte. Er arbeitete anschließend bei Clarence Williams. Dann schrieb er Arrangements für Charlie Johnson, in dessen Paradise Ten er zwischen 1926 und 1931 spielte und mit King Oliver, für den er ebenfalls arrangierte, machte er 1927 Studioaufnahmen; zwischen 1933 und 1936 arbeitete er bei Fletcher Henderson. Harry Carney, der spätere Baritonsaxophonist Duke Ellingtons, erhielt bei ihm Unterricht. Weiter arbeitete er mit Hot Lips Page, Benny Carter und Claude Hopkins, bevor er 1941 als Satzführer bei Jimmie Lunceford tätig wurde; nachdem er eine eigene Band in New York leitete, arbeitete er in der Rhythm-and-Blues-Band von Roy Milton und dann bei Jimmy Archey. Waters lebte zwischen 1949 und 1989 in Europa, wo er lange Jahre zur Band von Jack Butler gehörte, die er 1967 übernahm. Auch war er auf Tourneen in anderen europäischen Ländern und nahm beispielsweise 1969 mit Benno Walldorf auf. In seinen letzten Lebensjahren trat er häufig mit Jan Jankeje, Andi Maile, Klaus Graf, Doc Cheatham oder Thilo Wagner auf. 1995 tourte er mit den Statesman of Jazz.
Der Swingmusiker Waters, der sich selbst als Mainstreamer bezeichnete und ein eigenwilliger Entertainer war, spielte quer durch die Stile, von Oldtime Jazz bis Hip-Hop: mit Let’s Talk About Jazz rappte er im hohen Alter auf der Bühne. Waters, der Ende der 1980er an einer Katarakt erblindete, trat seitdem meist nur noch mit dem Altsaxophon auf, da der Instrumentenwechsel ihm Schwierigkeiten bereitete. Er kam bei einem Hotelbrand ums Leben.